# Ceremonia de apertura de los Juegos Olímpicos de Barcelona 1992
La ceremonia de apertura de los Juegos Olímpicos de Barcelona 1992, XXV Olimpiada de la historia moderna se celebró el día 25 de julio de 1992 en el renovado e histórico; Estadi Olímpic Lluís Companys.

## Serie de eventos durante la ceremonia[1][2]
- La ceremonia de apertura comenzó a las 20.00 horas cuando el monitor del estadio finalizó su cuenta a cero después de veinticinco tracas por cada olimpiada, 50 segundos antes de dar la hora. En ese mismo momento, empezaron a moverse los figurantes que simularon flores y pájaros escenificando Las Ramblas.

- A las 20.02 h.: los 800 artistas del césped se juntaron en el eje central formando la palabra ¡Hola!. El público allí presente participó gritando la exclamación, mientras la palabra se transformó primero en el logotipo de la ciudad de Barcelona que guiña un ojo y después en el logotipo de los Juegos Olímpicos de Barcelona.

- A las 20.05 h.: las banderas de España, Cataluña y Barcelona son conducidas hasta el palco presidencial. En esos momentos, entran los Reyes de España; Juan Carlos I y la Reina Sofía mientras suena el Himno de Cataluña, Els Segadors, a continuación sonaron los acordes del Himno nacional de España al término del himno pasan los aviones de la Patrulla Águila.

- A las 20.07 h.: Montserrat Caballé y Josep Carreras cantan Sou benvinguts acompañados por la interpretación de la Principal de La Bisbal. Una sardana gigante forma cinco círculos (los cinco anillos olímpicos) que se convirtieron en un corazón.

- A las 20.12 h.: 360 tambores del bajo Aragón bajaron por las gradas y le siguieron las bandas del Levante. Plácido Domingo cantó Te quiero, y Cristina Hoyos atravesó el césped montada en un caballo entre personas que están bailando.

- A las 20.18 h.: Cristina Hoyos centra toda la atención del público al realizar una danza de una sevillana con el acompañamiento de 12 parejas de bailaores. Posteriormente, Cristina se vuelve a montar en un caballo y se marcha, instantes después Alfredo Kraus canta Del cabello más sutil, después de su interpretación se da por finalizada la parte lírica.

- Interpretación de El mediterráneo por La Fura dels Baus.

- A las 20.53 h.: 80 gimnastas agitaron cintas con los colores olímpicos y con ello dio comienzo el desfile de los países participantes (172 delegaciones). El primer país que salió al tartán, como es la tradición, fue Grecia. Le siguen Afganistán, Sudáfrica, Albania y Argelia.

- A las 21.11 h.: Croacia (el país balcánico) es acogido con una ovación. El equipo de la CEI (Equipo Unificado) engloba todas las repúblicas que no se han convertido en independientes. Le sigue la ex-(república) soviética (de) Estonia y EE. UU. con su Dream Team acaparando la atención.

- A las 21.46 h.: las Islas Salomón hace su entrada con 2 atletas y su abanderado. Las Islas Cook, que salieron a las 21.39 h., tenía 2 deportistas más.

- A las 22.02 h.: bajo la bandera española enarbolada por el Príncipe Felipe, hace su entrada la delegación española. La emoción hace mella en todo un estadio que atrona. La Infanta Elena no pudo evitar las lágrimas.

- A las 22.10 h.: desde un podio que simboliza la tierra, el alcalde de Barcelona Pasqual Maragall realiza su parlamento en los 4 idiomas oficiales (catalán, español, francés e inglés); también, Juan Antonio Samaranch, presidente del COI.

- “Benvinguts tots a Barcelona. Hoy, 25 de julio del año 1992, declaro abiertos los Juegos Olímpicos de Barcelona que celebran la XXV Olimpiada de la era moderna" con este breve discurso, S.M el Rey Juan Carlos I dio por inaugurados los Juegos, eran las 22.21 h..

- A las 22.22 h.: 6 exdeportistas olímpicos (José Manuel Abascal, Blanca Fernández Ochoa, Jordi Llopart, Lolo Ibern, José Luis Doreste y Eladi Vallduví), más 2 voluntarios portan la bandera olímpica, mientras Agnes Baltsa interpreta Romiosyini, una obra de Mikis Theodorakis y Ionnis Rifsos. Después, mientras se iza la bandera, Alfredo Kraus canta el himno olímpico en catalán y en español.

- A las 22.30 h.: las más prestigiosas top models exhiben sus vestidos diseñado por los mejores modistos que representan las 25 ciudades sede de los Juegos. Luego entran veinticinco banderas olímpicas representando cada edición, para las ediciones de 1916, 1940 y 1944 cancelados por la Primera Guerra Mundial y la Segunda Guerra Mundial aparecen las banderas de la paloma de la paz diseñada por Pablo Picasso.

- A las 22.36 h.: entró el fuego sagrado de la mano de Herminio Menéndez, medallista en los Juegos Olímpicos de Montreal 1976 y de Moscú 1980. Este realizó el penúltimo relevo con un estadio a oscuras para poder visualizar la antorcha.

- A las 22.40 h.: aconteció el momento mágico, con el encendido del pebetero; Juan Antonio San Epifanio "Epi" tomó el relevo, dio media vuelta y cruzó el césped entre los deportistas. El arquero paralímpico Antonio Rebollo, que le esperaba, prendió una flecha y la lanzó hacia el pebetero. El estadio contuvo la respiración unos segundos. Finalmente, la flecha alcanzó su objetivo y el pebetero se encendió provocando el júbilo de todo el público. La flecha en realidad solo tenía que pasar por encima del pebetero, no caer en él, para dar la ilusión del encendido. El pebetero estaba encendido pero al mínimo nivel de gas.[3]

- A las 22.42 h.: Luis Doreste y Eugeni Asencio juran fidelidad a las normas competitivas en representación de los deportistas y los jueces.

- A las 22.43 h.: 114 metros de largo mide la bandera olímpica, introducida por 62 voluntarios y desplegada sobre el césped por todos los atletas que desfilaron, mientras de fondo suena la canción oficial de los Juegos, Amigos para siempre compuesta por sir Andrew Lloyd Weber. En esta ocasión es cantada en catalán, español e inglés.

- A las 22.47 h.: se levantan ante la tribuna principal doce torres de castellers por parte de 2.174 personas, que simbolizan los doce países de la Comunidad Económica Europea.

- A las 22.53 h.: Monserrat Caballé, Josep Carreras, Plácido Domingo, Jaume Aragall, Teresa Berganza y Joan Pons interpretan varias piezas clásicas de óperas, como El barbero de Sevilla, Il trovatore y Rigoletto entre otras. Al finalizar la lírica, Eleazar Colomé, un niño de 13 años, interpreta el Himno a la Alegría junto a los seis cantantes de ópera.

- A las 23.08 h.: un gran castillo de fuegos artificiales cierra una impecable ceremonia de inauguración mientras suena Himno a la Alegría interpretado por el coro. Sus majestades los Reyes de España se marcharon y empezaron a retirarse los atletas que tardaron más de 30 minutos en abandonar el recinto.

## Los datos de la ceremonia
- La audiencia: 3.500 millones de espectadores en todo el mundo contemplaron la ceremonia inaugural de los Juegos a través de la pequeña pantalla.

- Periodistas: 1.907 periodistas acreditados llenaron la tribuna de prensa.

- Fotógrafos: 700 redactores gráficos cubrieron el acontecimiento.

- Cámaras: Más de 90 unidades enviaron la señal para la realización televisiva, de las que 53 pertenecían a las diferentes televisiones acreditadas y 37 a RTO, incluida una cámara a 60 metros de altura, otra instalada en un helicóptero y una a control remoto en la visera de la tribuna.

- Deportistas: Más de 12.000 atletas tomaron parte en el desfile por el tartán del estadio. Todos estuvieron concentrados en el Palau Sant Jordi antes de participar en el desfile. Tenían prohibido usar cámaras fotográficas, pero se pudo ver que algunos las llevaban, e incluso un miembro del equipo español que desfilaba detrás del entonces Príncipe Felipe llevaba una cámara de vídeo.

## Las anécdotas
En la fase final de la cere de los asistentes al Estadio Olímpico quisieron buscar diversión por su cuenta y la emprendieron con algunos miembros de la prensa. Lo hicieron primero lanzando los lápices fosforescentes que se les habían regalado y con los que debían formar figuras de colores azules y amarillos. Las víctimas de los lanzamientos del público fueron también algunos atletas que desde el tartán intentaron devolver los objetos alcanzando directamente a los informadores sitúa de "fuego cruzado". La batalla quedó eclipsada por la actuación de los divos de la ópera, que se encargaron de cerrar una ceremonia que resultó larga y pesada para algunos. La actitud de ese sector provocó la indignación de los reporteros, que incluso sufrieron en sus carnes las consecuencias de la "agresión".[cita requerida]
Se contó con la posibilidad de que lloviera durante la ceremonia, ya que incluso la NASA había previsto que así ocurriera. Los organizadores prepararon todo para cualquier contingencia, incluso grandes paraguas para los cantantes de ópera, pero afortunadamente nada de lo previsto fue necesario. 
Hubo récord de asistencia de jefes de Estado y primeros ministros a una ceremonia inaugural, ya que coincidió con la II Cumbre Iberoamericana en Madrid los dos días anteriores.
El equipo de baloncesto de Estados Unidos, más conocido como el Dream Team, exigió residir fuera de la Villa Olímpica durante los Juegos, disponer de un campo de golf y que sus familias pudieran residir junto a ellos. Además, en uno de los entrenamientos, de solo media hora de duración, utilizaron 150 toallas.

## La crítica
Los representantes de la prensa internacional que se congregaron ese día en el estadio dedicaron mayoritariamente elogios a la ceremonia inaugural a la que calificaron de emocionante.[cita requerida]